# بيتر هندرسون
بيتر هندرسون (بالإنجليزية: Peter Henderson)‏ (29 سبتمبر 1952 في المملكة المتحدة - ) هو لاعب كرة قدم بريطاني في مركز جناح ‏. لعب مع مانشستر سيتي ونادي غيلينغهام ونادي كرو ألكساندرا ونادي تشستر سيتي ونادي أوزورتي تاون ‏ ونادي ويتون ألبيون ونورثويتش فيكتوريا ونادي تلفورد يونايتد ونادي رانكورن هالتون وWinsford United F.C. ‏.